# Метростанция
Метростанцията, или само станция, е спирка на метро, на която слизат или се качват пътници.
В потребителския смисъл хората възприемат за станция само видимата част – перонния участък и коловозите. Но в действителност в станционния комплекс влизат и много други сервизни помещения, подстанции, както и близката част от тунелите, където са разположени съоръженията за смяна на посоката.

## Типове метростанции

### Според мястото на изграждане
Съществуват 3 типа метростанции в зависимост от това, къде са изградени.
- Подземни – при класическото (тежко) метро, станционните комплекси се изграждат под земята. В зависимост от това дали са с дълбоко заложение или плитко заложение връзката им с наземната повърхност (улицата) се осъществява с помощта на ескалатор и/или на обикновени стълбища. В Софийското метро повечето станции са от този тип.
- Наземни – изградени са на повърхността на земята.
- Надземни – изграждат се над повърхността на земята.
  - при пресичане на водни повъхности (реки), върху метромостовете: – например Метростанция Обеля в София е изградена върху мост над река Какач, а двата ѝ края лежат на земята, докато Метростанция Мусагеница е изцяло разположена върху мост;
  - на естакади – например Първа станция от Втори метродиаметър (Метростанция Ломско шосе), както и някои от станциите в посока към Летище София.

### Според разположението на коловозите и пероните
По този признак съществуват следните видове.
- С островен перон (платформа) – перонът е разположен по средата на станцията, а от двете му страни са разположени коловозите на пристигащите и заминаващите влакове.

В Софийското метро такива станции са станциите от Първият метродиаметър („Сливница“, „Люлин“, „Западен парк“, „Вардар“, „Константин Величков“, „Опълченска“, „Сердика“, СУ „Св. Климент Охридски“), както и изградените през 2012-та година станции от Втори метродиаметър („НДК“ и „Европейски съюз“).
- Със странични перони (платформи) – при този случай по средата на станцията преминават и двата коловоза, а пероните се изграждат отстрани.

В България подобни станции са повечето от тези, които са проектирани след 1999 г. (новото строителство): Вторият метродиаметър и тези от изграждащия се Трети метродиаметър.
- Кросплатформени – при пресичане на различни линии на метрото на едно ниво се изграждат станции с 2 или 3 перона (1 островен и 2 странични). По такъв начин прехвърлянето от една на друга линия се осъществява на самата станция, а не с помощта на преходни тунели. След станцията линиите се разделят и могат да продължат на различни нива.

В Софийското метро такива станции няма.